# Natri dichromat
Natri điChromiat là một hợp chất vô cơ có công thức hóa học Na2Cr2O7. Tuy nhiên, nó thường được bắt gặp dưới dạng hydrat hóa Na2Cr2O7·2H2O. Hầu như tất cả muối Chromi được xử lý đều thông qua sự biến đổi thành natri điChromiat. Theo cách này, hàng triệu kilogam natri điChromiat được sản xuất hàng năm. Về khả năng phản ứng và hình dạng bên ngoài, natri điChromiat và kali điChromiat tương tự nhau. Nhưng natri điChromiat tan trong nước tốt hơn gấp 20 lần so với muối của kali (49 g/L ở 0 ℃) và đương lượng gam của nó cũng thấp hơn, điều này thường được đánh giá cao.

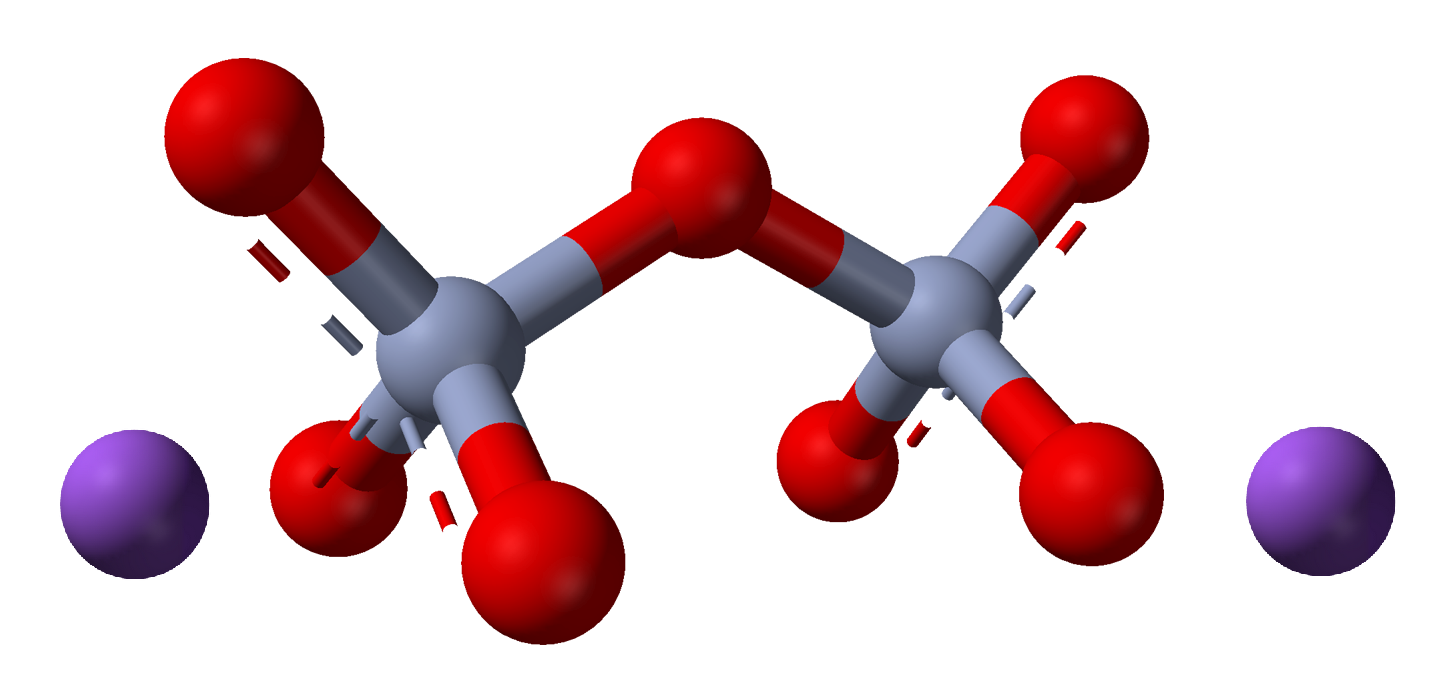
Phân tử natri điChromiat

## Sản xuất
Natri điChromiat được sản xuất với khối lượng lớn từ quặng chứa Chromi(III) oxit. Quặng được nấu chảy với một base, điển hình là natri cacbonat, ở nhiệt độ khoảng 1000 ℃ trong không khí (nguồn cung cấp oxi):
2Cr2O3 + 4Na2CO3 + 3O2 → 4Na2CrO4 + 4CO2↑
Bước này làm hoà tan Chromi và cho phép nó được chiết vào nước nóng. Lúc này, các thành phần khác của quặng như các hợp chất nhôm và sắt tan rất kém. Axit hóa dung dịch sau cùng với axit sulfuric hay carbon dioxide tạo điều kiện cho ion điChromiat, được tách ra bởi sự kết tinh. Vì Chromi(VI) độc, đặc biệt ở dạng bụi, xí nghiệp phải chấp hành những quy định chặt chẽ. Ví dụ, các nhánh từ nhà máy tinh chế được xử lý với chất khử để chuyển Chromi(VI) thành Chromi(III), ít ảnh hưởng đến môi trường. Nhiều tinh thể ngậm nước của muối này được tìm thấy, từ 12 phân tử nước dưới 19,5 ℃ (CAS#13517-17-4) cũng như 6, 4 và 2 phân tử nước. Trên 62 ℃, tất cả các muối trên mất nước chuyển thành dạng khan.

## Phản ứng
Muối Chromiat và điChromiat đều là chất oxi hóa. Để thuộc da, natri điChromiat bị khử trước tiên với lưu huỳnh dioxide.
Trong lĩnh vực tổng hợp hữu cơ, hợp chất này oxi hóa các liên kết C–H của allyl và benzyl thành các dẫn xuất cacbonyl. Ví dụ, 2,4,6-trinitrotoluen bj oxi hóa thành acid 2,4,6-trinitrobenzoic.. Tương tự, 2,3-đimetylnaphtalen bị oxi hóa bởi Na2Cr2O7 thành axit 2,3-naphtalenđicacboxylic.
Các alcohol bậc hai bị oxi hóa thành xeton tương ứng, ví dụ menthol thành menthon; đihiđrocholesterol thành cholestanon:
3R2CHOH + Cr2O72− + 2H+ → 3R2C=O + Cr2O3 + 4H2O
So với muối của kali, điểm thuận lợi của natri điChromiat là độ tan trong nước tốt và các dung môi phân cực như acid acetic.

## An toàn
Giống như tất cả các hợp chất Chromi(VI) khác, natri điChromiat được cho là có hại. Nó còn là chất gây ung thư.